# Jasper Faber
Jasper Faber (Amsterdam, 17 mei 1966) is een Nederlandse acteur.
In 1989 was Faber in het tweede seizoen van de ziekenhuisserie Medisch Centrum West bij de TROS te zien. Hij speelde hierin de rol van Evert. Ook speelde hij in 1995 een kleine rol in de gevangenisserie Vrouwenvleugel. Eind 1997 speelde Faber de rol van Erik Hamans, de verloofde van Linda Dekker in Goede tijden, slechte tijden. In het televisieseizoen 1989/1990 presenteerde hij voor Veronica op Nederland 2 het popprogramma Countdown.
Faber is een zoon van acteur Peter Faber.

## Carrière
- Shadowman - barman (film, 1988)
- Medisch Centrum West - Evert Smit (1989)
- Rerun - Laurens (korte film, 1992)
- Ha, die Pa! - Sjuul (Komedie 1992) (Afl. Eindexamen, De behangers, De klusjesman, Shampoo, De afspraak)
- Just Friends - een bijrol; tevens werkte Faber als muziektechnicus mee aan deze film (film, 1993)
- Vrouwenvleugel - Joris (1995)
- The Indian in the Cupboard - Stem van "William" (animatiefilm, 1995)
- Goede tijden, slechte tijden - Erik Hamans (1997)

- International Standard Name Identifier: 0000 0003 8878 5553
- Nederlandse Thesaurus van Auteursnamen: 325777659
- Virtual International Authority File: 282012703
- WorldCat: E39PBJtcGDbMyQVcTcxf8M4Qbd